# المحامدة (سوهاج)
قرية المحامدة أو المحامدة القبلية هي إحدى القرى التابعة لمركز سوهاج بمحافظة سوهاج في جمهورية مصر العربية. حسب إحصاءات سنة 2006، بلغ إجمالي السكان في المحامدة 9587 نسمة، منهم 5193 رجل و4394 امرأة.